# Henri Dès
Henri Dès (właśc. Henri Destraz) (ur. 14 grudnia 1940 w Renens) – francuskojęzyczny piosenkarz i twórca piosenek dla dzieci, popularny w europejskich krajach francuskojęzycznych.
W 1977 wydał swój pierwszy album Cache-Cache. Założył własną wytwórnię płyt Disques Mary-Josée, która nosi imię jego żony.
W 1969 wygrał Międzynarodowy Festiwal Piosenki w Sopocie z piosenką Maria Consuella.
W 1970 reprezentował Szwajcarię na Konkursie Piosenki Eurowizji z piosenką Retour. Zajął czwarte miejsce. Również czwarte miejsce zajął w szwajcarskim finale Eurowizji 1976 z piosenką C'est pour la vie.